# Флаг Запорожской области
Флаг Запоро́жской области (укр. Прапор Запорізької області) — официальный символ Запорожской области Украины, отображающий историю и традиции региона. Вместе с гербом составляет официальную символику органов городского самоуправления и исполнительной власти Запорожской области. Утверждён 27 июля 2001 года. Автор проекта — В. Пилипенко.

## Описание
Флаг малинового цвета с соотношением длины к ширине как 2:3. В центре изображён герб области: казак с саблей и мушкетом на малиновом щите, щит декорирован булавой, перначом, бунчуком, литаврами. Малиновый цвет является основным цветом казацких флагов.